# Mohammed Elewonibi
Mohammed Elewonibi (16 de dezembro de 1965, Lagos, Nigéria) é um ex-jogador nigeriano profissional de futebol americano que foi campeão da temporada de 1991 da National Football League jogando pelo Washington Redskins.